# Борго-Пріоло
Борго-Пріоло, Борґо-Пріоло (італ. Borgo Priolo, п'єм. Borgo Priolo) — муніципалітет в Італії, у регіоні Ломбардія,  провінція Павія.
Борго-Пріоло розташоване на відстані близько 440 км на північний захід від Рима, 60 км на південь від Мілана, 25 км на південь від Павії.
Населення — 1398 осіб (2014).

## Демографія
Населення за роками:

Станом на 1 січня 2023 року в муніципалітеті офіційно проживало 139 іноземців з 15 країн, серед них 99 громадян країн Євросоюзу.

## Сусідні муніципалітети
- Боргоратто-Мормороло
- Кальвіньяно
- Кастеджо
- Фортунаго
- Монтальто-Павезе
- Монтебелло-делла-Батталья
- Монтезегале
- Рокка-Сузелла
- Торрацца-Косте